# Telchines
Dans la mythologie grecque, les Telchines (en grec ancien Τελχῖνες / Telkhînes) sont des divinités inférieures rattachées à l'île de Rhodes. Doués d'aptitudes créatrices et techniques, ils apparaissent assez semblables aux Dactyles.

## Mythe
Leur ascendance est disputée : d'après Bacchylide, préservé par Tzétzès, ce sont les enfants de Tartare et Némésis, mais Tzétzès place leur enfantement lors de l'émasculation d'Ouranos (dont la semence tombée sur Gaïa pourrait donc être à l'origine de leur naissance) et ajoute que d'autres en font les enfants de Pontos et Gaïa. Diodore et Nonnos citent respectivement Thalassa comme mère et Poséidon comme père. Leur nombre est fixé à quatre dans le récit de Tzétzès, mais aucune autre source ne semble le limiter.
Le premier témoignage, dû à Stésichore, les associent aux Kères, sans qu'on n'en sache plus. Ils sont peut-être présents chez Pindare, qui mentionne des « Rhodiens » qu'Athéna récompense pour avoir façonné des statues. Diodore en fait de façon explicite les premiers habitants de Rhodes, qui élèvent Poséidon que Rhéa leur a confié ; ils se livrent à la métallurgie et à la magie, sculptent des statues des dieux et sont des inventeurs bénéfiques. Ils auraient ainsi forgé le trident de Poséidon et la faux de Chronos.
Certaines légendes les voyaient comme des géants violents et agressifs ayant les pieds palmés.
D'après Pierre Dubois, ils ont le don de métamorphose et peuvent prendre l'apparence d'un oiseau, d'un monstre, d'un homme ou d'un insecte. Ils commandent aussi aux démons du feu, et présentent de nombreuses ressemblances avec les nains mineurs du folklore populaire.

## Postérité
Dans le Rpg Titan Quest, les Telchines (Telkine dans le jeu), apparaissent, comme des boss réguliers que l'on affronte à l'issue de certaines missions, ils sont enveloppés dans un long manteau violet sombre, et possèdent des ornements dorés. Leurs tenues rappellent celles des Touareg, donnant ainsi un style plus oriental à la créature, et ses pouvoirs et son aspect vaporeux lui donnent une dimension plus mystique le rapprochant ainsi des Djiin. À part l'aspect magique de la créature et son lien avec le Tartare, elle diffère complètement des représentations et des descriptions du mythe originel.

### Sources
(novembre 2014).
- Diodore de Sicile, Bibliothèque historique [détail des éditions] [lire en ligne], V, 55 et 56.
- Ovide, Métamorphoses [détail des éditions] [lire en ligne], VII, 367.
- Strabon, Géographie [détail des éditions] [lire en ligne], XIV, p. 601, 654.